# فريد بوغدير
فريد بوغدير (ولد بحمام الأنف سنة 1944) مخرج تونسي وهو أيضا ناقد ومؤرخ سينمائي. يبقى أول عمل روائي طويل له «عصفور سطح» (أو الحلفاوين) أشهر الأفلام التونسية في العالم.
فريد بوغدير كذلك صحفي بمجلة «جون أفريك» منذ سنة 1971 وأستاذ بجامعة تونس.
اشتهر بوغدير ناقدا سنمائي، لاسيما بإصداراته عن السينما الإفريقية والعربية، وقد أخرج شريطين وثائقيين طويلين قدّمهما في مهرجان كان السينمائي وهما: كاميرا إفريقية سنة 1983 وكاميرا عربية سنة 1987. فاز أول عمل روائي طويل له "عصفور سطح(1990) بعدة جوائز من بينها التانيت الذهبي في أيام قرطاج السينمائية سنة 1990.

## الأعمال

### الشخصية
- السينما الإفريقية من الألف إلى الياء (بالفرنسية)
- السينما في إفريقيا والعالم (بالفرنسية)

### الجماعية
- سينماءات المغرب الكبير (بالفرنسية)
- السينماءات السوداء الإفريقية (بالفرنسية)

## الأفلام
- 1972: نزهة رائقة (روائي متوسط الطول ضمن شريط في بلاد الطررني)
- 1983: كاميرا إفريقية (شريط وثائقي طويل)
- 1985: كاميرا قرطاج (شريط وثائقي قصير)
- 1987: كاميرا عربية (شريط وثائقي متوسط الطول)
- 1990: عصفور سطح أو الحلفاوين (شريط روائي طويل)
- 1996: صيف حلق الوادي (شريط روائي طويل)

## روابط خارجية
- فريد بوغدير على موقع IMDb (الإنجليزية)
- فريد بوغدير على موقع ألو سيني (الفرنسية)
- فريد بوغدير على موقع أول موفي (الإنجليزية)
- فريد بوغدير على موقع قاعدة بيانات الأفلام السويدية (السويدية)
- فريد بوغدير على موقع قاعدة بيانات الفيلم (الإنجليزية)
- فريد بوغدير على موقع كينوبويسك (الروسية)